# Tangled Lives (film 1911 Olcott)
Tangled Lives è un cortometraggio muto del 1911 diretto da Sidney Olcott. In quell'anno, la Kalem produsse anche un altro Tangled Lives, quest'ultimo interpretato da Alice Joyce.
È l'esordio sullo schermo di Jack J. Clark, attore teatrale di Filadelfia, che sposa l'anno seguente la sua partner Gene Gauntier. Con questo film, Clark inizia una carriera cinematografica che durerà fino al 1937.

## Produzione
Il film fu prodotto dalla Kalem Company.

## Distribuzione
Distribuito dalla General Film Company, il film - un cortometraggio in una bobina - uscì nelle sale cinematografiche statunitensi nel 1911.